# NXT女子王座
NXT女子王座（NXT Women's Championship）は、アメリカ合衆国のプロレス団体であるWWE内のブランドであるNXTにおける王座の一つであるNXT内の女子王座の中で最も高い権威を持つ。
WWE内の女子レスラーにとっての登竜門的な役割も持つ王座であり、戴冠者の多くが後にWWE女子王座や女子世界王座を獲得している。

## 概要
2013年4月5日にNXT女子王座の設立が発表され、6月20日に初代王者決定トーナメントの決勝でエマを破ったペイジが初代王者に輝いた。
日本人で始めて同王座を獲得したのはASUKAであり、彼女の保持期間510日は歴代最長記録である。
その後、2018年にカイリ・セイン、2020年に紫雷イオが同王座を獲得。2025年1月17日にはジュリアが史上4人目のNXT女子王者となった。

## 歴代チャンピオン
| チャンピオン               | 戴冠回数 | 保持日数 | 日付           |
| -------------------------- | -------- | -------- | -------------- |
| ペイジ                     | 1        | 309日    | 2013年7月24日  |
| シャーロット               | 1        | 258日    | 2014年5月29日  |
| サーシャ・バンクス         | 1        | 192日    | 2015年2月11日  |
| ベイリー                   | 1        | 223日    | 2015年8月22日  |
| アスカ                     | 1        | 510日    | 2016年4月1日   |
| エンバー・ムーン           | 1        | 140日    | 2017年11月18日 |
| シェイナ・ベイズラー       | 1        | 133日    | 2018年4月7日   |
| カイリ・セイン             | 1        | 71日     | 2018年8月18日  |
| シェイナ・ベイズラー       | 2        | 416日    | 2018年10月28日 |
| リア・リプリー             | 1        | 109日    | 2019年12月18日 |
| シャーロット・フレアー     | 2        | 63日     | 2020年4月5日   |
| 紫雷イオ                   | 1        | 304日    | 2020年6月7日   |
| ラケル・ゴンザレス         | 1        | 202日    | 2021年4月7日   |
| マンディ・ローズ           | 1        | 413日    | 2021年10月26日 |
| ロクサーヌ・ペレス         | 1        | 109日    | 2022年12月13日 |
| インディ・ハートウェル     | 1        | 57日     | 2023年4月1日   |
| ティファニー・ストラットン | 1        | 107日    | 2023年5月28日  |
| ベッキー・リンチ           | 1        | 42日     | 2023年9月12日  |
| ライラ・ヴァルキュリア     | 1        | 165日    | 2023年10月24日 |
| ロクサーヌ・ペレス         | 2        | 276日    | 2024年4月6日   |
| ジュリア                   | 1        | 63日     | 2025年1月7日   |
| ステファニー・バッケル     | 1        | 78日     | 2025年3月11日  |
| ジェイシー・ジェイン       | 1        | 1日      | 2025年5月27日  |